# 狼王羅伯
《狼王羅伯》（英語：Lobo the King of Currumpaw）是收錄於美國作家歐尼斯特·湯普森·西頓發表在1898年的創作《西頓動物記》（Wild Animals I Have Known）裡的一篇故事。內容是描述西頓過去在新墨西哥州科倫坡（Currumpaw）一帶，受人委託追捕一頭頭腦精明，入侵多處牧場進行獵殺家畜而引發危害，被當地人稱作為「羅伯」（Lobo）的灰狼之過程經歷。
作品推出後曾被華特迪士尼公司改編為電影，在日本當地也有改編為電視動畫、教育漫畫，舞台劇等多種媒體作品。

## 事蹟過程

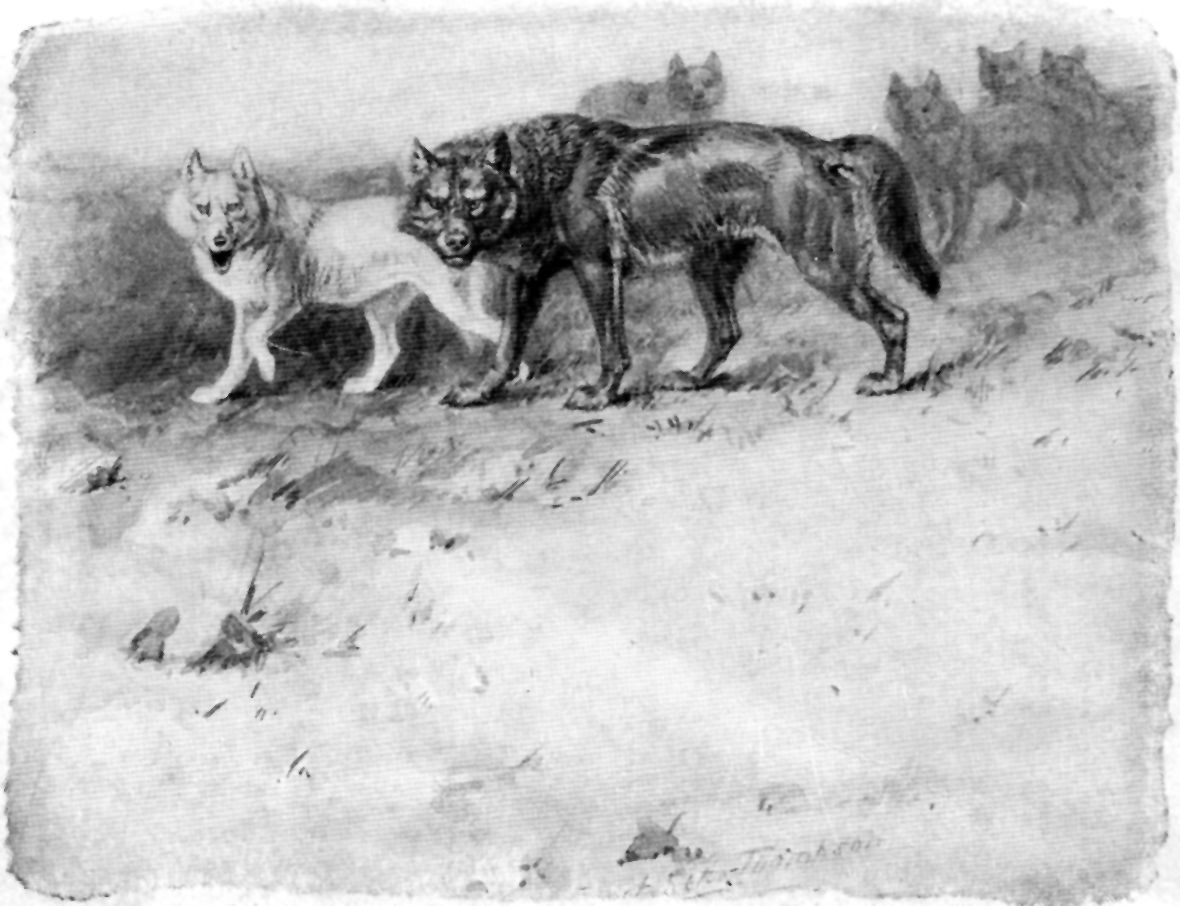
由西頓本人繪製的羅伯（中）與布蘭卡（左）素描。

1890年期間，於美國新墨西哥州科倫坡北部一帶的河谷裡，有一頭被當地人稱為羅伯的灰狼，牠多次帶領狼群攻擊科倫坡各牧場的羊群家畜。當地人雖曾試著用槍枝或毒餌等方法來對付羅伯，但都被羅伯給躲避掉或識破。
1893年秋季西頓受了委託，前往科倫坡找尋對付羅伯的方法。起初西頓曾利用毒餌去除人味的方法，不過並沒有騙到羅伯。之後西頓購買了獸夾，設法在獸徑上暗藏陷阱，但也遭到羅伯看穿。
毒餌和陷阱都對付不了羅伯的情況下，西頓修改了策略，改朝向羅伯的妻子，一頭被稱為「布蘭卡」（Blanca）的白色母狼下手。在西頓抓到了布蘭卡並處死後，想在羅伯情緒混亂的狀態下補捉牠，便擺置了一百個以上的獸夾陷阱在布蘭卡的屍體附近等候。
雖然西頓在捕抓到羅伯時並未當場將牠處死，但羅伯在喪失生存意志的情況下拒絕被餵食，在被捕後不久於某日凌晨便死去。
1898年西頓將他過去所接觸到野生動物事蹟或其它故事寫成《西頓動物記》，並把羅伯的事件收錄至該著作裡。羅伯死後遺留的毛皮現今保留在位於新墨西哥州科爾法克斯縣的西頓紀念館裡。
狼王羅伯的奇特之處在於除了過人的智慧外，還有牠並不因為獵食而襲擊人類牧場：據記載牠曾率領狼群在一夜之間殺死300頭羊，卻一口都沒吃。
羅伯死後不久的20世紀初期，牠的種群從美國全土滅絕。1995年美國野生動物局從加拿大引進狼群到黃石公園（為了控制當地鹿群的數量）野放，雖然復育順利，但目前只分布在洛磯山脈以北，狼王羅伯生存過的新墨西哥州已有近一世紀未曾發現過狼群的蹤跡。

## 改編作品
美國華特迪士尼公司有將羅伯的事蹟改編成名為《羅伯傳奇》（The Legend of Lobo）的電影於1962年公開，往後英國生物學家大衛·艾登堡受此電影影響，與BBC電視台合作策劃出以羅伯為主題的紀錄影集於2008年播出，其中大衛·艾登堡有親自替該影集擔任旁白。
在日本有多部將《狼王羅伯》改編的動物教育漫畫，包含1974年由漫畫家谷口治郎所繪製；1991年，由石川球太所繪製；以及2012年，由姬川明所繪製等多個不同版本。動畫部份方面，日本電視台有在1989至1990年期間播放由白土武所執導的《西頓動物記》改編電視動畫，《狼王羅伯》則是收錄在該系列裡的第17及18集。
西頓之後在1900年的著作《給孩子們的野生動物扮演》（The Wild Animal Play for Children）裡，提供了在音樂劇表演上扮演《狼王羅伯》的角色造型。日本當地也有多部忠於《狼王羅伯》原著或是改編的音樂劇作品，如藝人大山真志便有在2013年春季於東京澀谷公演的戲劇裡飾演羅伯。
電子遊戲方面，在2015年手機遊戲《Fate/Grand Order》裡所登場名為「新宿的Avenger」角色，採用結合了羅伯、與19世紀美國小說《沉睡谷传奇》故事中的無頭騎士之造型設計。